# Tmesorrhina garnieri
Tmesorrhina garnieri är en skalbaggsart som beskrevs av Allard 1993. Tmesorrhina garnieri ingår i släktet Tmesorrhina och familjen Cetoniidae. Inga underarter finns listade i Catalogue of Life.